# Templo de Oakland
El Templo de Oakland es uno de los templos construidos y operados por La Iglesia de Jesucristo de los Santos de los Últimos Días, el número 13 construido y en operaciones por la iglesia y el segundo en California, después del templo de Los Ángeles. El templo de Oakland es uno de los lugares más prominentes de la bahía este del área de la Bahía de San Francisco. Además del templo, el terreno tiene un Centro de Visitantes con una réplica del Christus de Bertel Thorvaldsen y un Centro de Historia Familiar, ambos abiertos para el público.
El Templo de Oakland fue el primer templo del Movimiento de los Santos de los Últimos Días construido con cinco torres, inspirándose en lugares sagrados de Asia como el Angkor Wat, para reflejar la diversidad de los residentes del Área de la Bahía de San Francisco. La dedicación del Templo de Oakland fue la primera en transmitirse por circuito cerrado de televisión a otros edificios.
El templo se ha ampliado y renovado significativamente desde su dedicación en 1923, pero sus salones originales se han conservado para las ceremonias de la investidura.

## Historia
El primer grupo de miembros de La Iglesia de Jesucristo de los Santos de los Últimos Días llegó en un velero a la isla de Yerba Buena en San Francisco en julio de 1846. Un total de 238 fieles desembarcaron del barco Brooklyn tras un viaje de seis meses desde Nueva York, alrededor del Cabo de Hornos en la parte inferior de América del Sur, hasta Hawái y luego California. La construcción del templo de Oakland, así como otros templos en California, fue planeada desde al menos 1847. Brigham Young dijo a los inmigrantes mormones que arribaban por barco alrededor de Cape Horn hacia California que con el tiempo las costas del pacífico iban a poder verse desde los templos de la iglesia.
En abril de 1928, el apóstol SUD George Albert Smith fue el primero en sugerir de manera espontánea la construcción del Templo de Oakland durante una reunión con el presidente de estaca de San Francisco en el hotel Fairmont en la cima de Nob Hill. Smith reportó haber tenido una epifanía del edificio de color blanco en lo alto de las colinas de Oakland.
En 1934 se formó un comité para localizar un sitio para el nuevo templo. Los representantes de la ciudad se mostraron entusiasmados y mostraron al comité varios sitios, incluso ofreciendo dos sin cargo. El comité centró su enfoque en un terreno baldío las colinas de Oakland. La búsqueda del terreno se suspendió después de que se adquirió un sitio para construir el Templo de Los Ángeles. En 1942, las regulaciones gubernamentales en tiempos de guerra bloquearon los planes que tenía el dueño de la propiedad en la ladera para una subdivisión de casas de lujo. Este ofreció los 14,5 acres (5,9 ha) a un miembro del comité del templo por $18,000. Aunque el propietario recibió ofertas más altas, se mantuvo fiel a su oferta original una vez que el entonces presidente de la iglesia David O. McKay llegó a Oakland dos meses después para dar su aprobación. Heber J. Grant anunció la compra del sitio para el Templo de Oakland en la Conferencia General de la iglesia en abril de 1943.
En la oración ofrecida como dedicación del templo de Oakland, el entonces presidente de la iglesia David O. McKay pidió que el templo fuese protegido de los terremotos, huracanes, tormentas tempestuosas y otros holocaustos devastadores. En 1989, durante el terremoto de Loma Prieta con una magnitud de 7,1 que destruyó buenas porciones de San Francisco y Oakland, incluyendo el colapso del interestatal 880, el templo de Oakland permaneció indemne. Dos años después, en 1991, el templo volvió a resultar ileso, esta vez de un fuego que destruyó 615 hectáreas de propiedades en las colinas de Oakland. El estacionamiento del templo sirvió como punto de aterrizaje y reabastecimiento de helicópteros usados en extinguir el fuego. En el folcór mormón, estos eventos son considerados milagrosos y frutos de protección divina.

## Diseño
El templo de Oakland fue diseñado por Howard W. Burton quien había diseñado varios templos para la iglesia incluyendo el templo de Alberta y el templo de Laie. Es el único templo de la iglesia SUD construido con un diseño de 5 pináculos y exhibe una arquitectura art déco con motivos orientales. Las especificaciones para el nuevo edificio diferían de los templos previos. El objetivo era combinar los primeros cuatro salones de ordenanzas del templo y usar pinturas murales para crear un escenario adecuado relacionado con la Creación, el Jardín y el Mundo, para ofrecer una reducción sustancial del tamaño del nuevo edificio. EL plan no hizo cabida en el templo de Oakland pero fueron la base del diseño del templo Suizo, el templo de Nueva Zelanda y el templo de Londres. En Oakland se instalaron dos salones de ordenanzas apuntando en dirección al salón Celestial de manera que dos sesiones podían efectuarse simultáneamente con una diferencia de una hora entre las dos sesiones. Este nuevo diseño permitió que los obreros del velo eran los mismos para ambas sesiones.
El templo propiamente dicho se asienta sobre el estilóbato a 210 pies (64,0 m) de este a oeste, 190 pies (57,9 m) de norte a sur y aproximadamente 21 pies (6,4 m) de altura desde el grado terminado en la base del estilóbato hasta la parte superior de su remate.

### Bajorrelieves
Las caras norte y sur del templo están decorados con bajorrelieves decorativos, el último templo SUD decorado de tal manera. Ambos miden 35 pies (10,7 m) de largo y 13 pies (4 m) de altura. El friso de la cara sur o posterior del templo tiene la imagen de Jesucristo descendiendo del cielo para visitar el continente americano poco después de su resurrección en la Tierra Santa, una de las creencias de la teología del Libro de Mormón. El friso de la cara norte o anterior del templo ilustra a Cristo predicando su evangelio a un grupo de personas en Palestina. Dentro de los límites del jardín anterior del templo está una estatua de bronce de varios niños con una placa inscrita con el capítulo 17 de Tercer Nefi, que relata como Cristo bendijo a los niños durante su visita a los pueblos amerindios. El bajorrelieve original de La mujer en el pozo, el original de Torlief Knaphus, se encuentra en la actualidad en el interior del vestíbulo principal del templo. Originalmente estaba en el exterior del templo, frente a una gran piscina de agua que todavía se encuentra en la entrada del edificio. Los usuarios que entran al templo rodean esta piscina para llegar al mostrador de las recomendaciones para entrar al templo.
A diferencia de los templos previamente diseñados por la iglesia, el templo en la ciudad de Oakland carece de ventanas de gran tamaño reodeando la estructura. Por ello, la iluminación del interior del templo es principalmente artificial.

## Construcción
El edificio cuenta con jardines en la terraza y que se distinguen por una cascada que cae a una fuente de agua al estilo de un arroyo que va bajando de fuente en fuente en la entrada del templo, bordeada de coloridos jardines y palmeras. Los muros exteriores del Templo y el estilóbato, desde el nivel del suelo hasta la base de la aguja central son reforzados con concreto y , están revestidos con granito blanco, proveniente de Raymond, California ubicado a unas 175 millas (281,6 km) del templo.
El abordaje principal para la construcción del templo fue sobre un patio ajardinado adyacente a un centro de estaca ya erguido, de 105 pies (32,0 m) de ancho y 600 pies (182,9 m) de largo. Los muros principales del Templo se elevan 54 pies (16,5 m) por encima del nivel terminado en la base de los muros estilóbatos. La torre central se eleva 170 pies (51,8 m) desde el nivel del suelo hasta la punta del remate de las torres. Hay cuatro torres menores, cada una montada con una aguja que alcanza los 96 pies (29,3 m). Las cinco agujas del templo están perforadas, lo que les da una apariencia de cordones. Estas agujas están revestidas con paneles de oro y mosaico de vidrio azul, y se iluminan desde su interior, transmitiendo rayos de luz dorada que atraviesan las perforaciones, presentando un efecto llamativo en las noches.

### Salones de ordenanzas
El templo de Oakland cuenta con dos salones para las ordenanzas de la investidura, cada una con capacidad para 200 personas. Los asientos están dispuestos en forma continental, con asientos espaciados por 3,5 pies (1,1 m) de la vecina en lugar del tradicional espacio entre sillas de 2,5 pies (0,8 m) de los templos previamente construidos. Estos dos salones de ordenanzas, debido a su tamaño, se extienden a lo largo de dos pisos. Cada una de estas salas cuenta con una pantalla gigante de 51 pies (15,5 m) de ancho y 16,5 pies (5 m) de alto. Las pantallas son curvas, dando un efecto estereóptico o tridimensional hacia los lados de las pantallas.

### Jardines

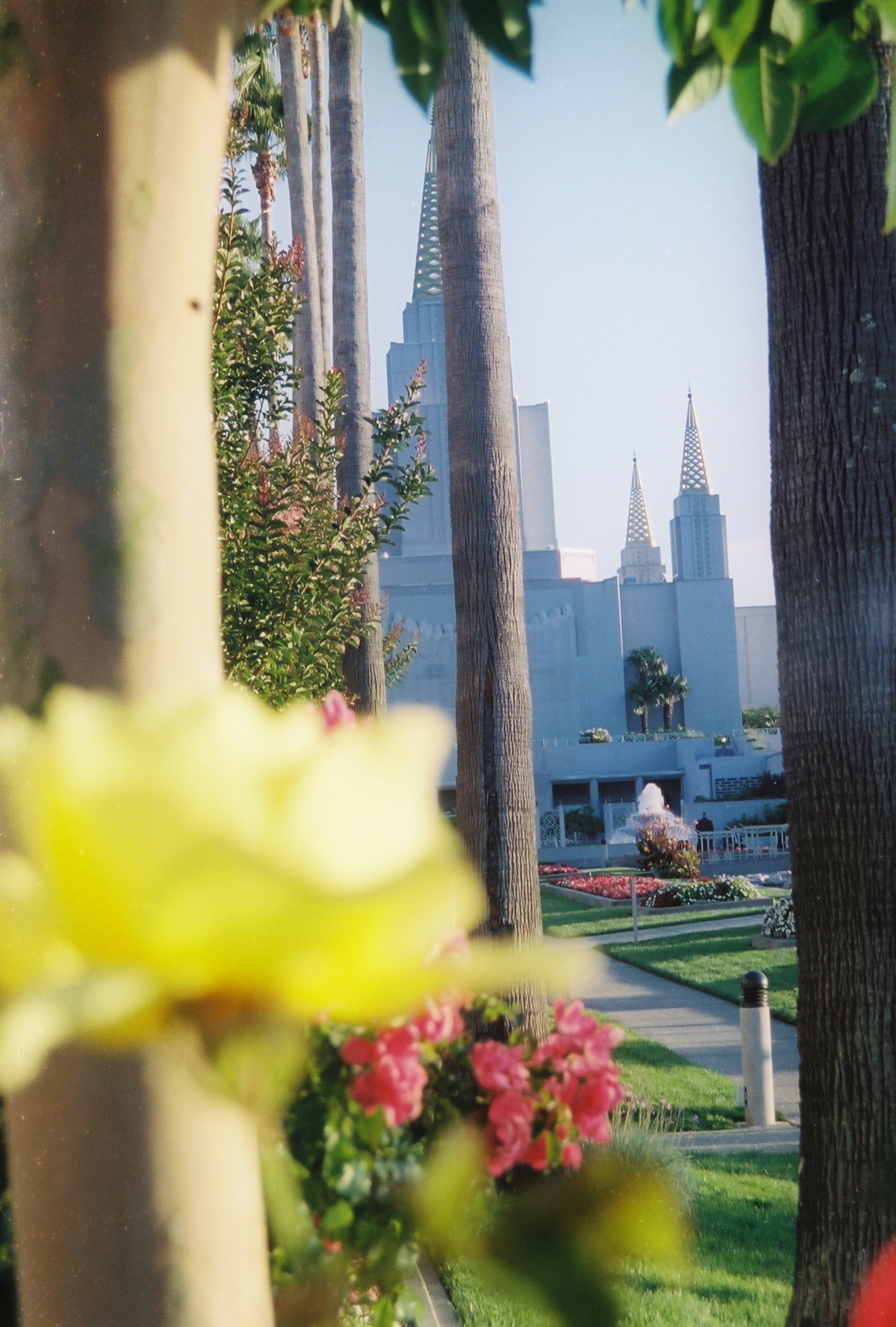
Pasillo de entrada principal de los jardines del templo.

Comenzando en las puertas de la entrada principal sobre la Lincoln Avenue, el terreno se extiende hasta la entrada del patio del templo. Estos patios se encuentran en el eje principal del Templo a 2,5° al oeste del norte verdadero. El terreno está delimitada por un borde de áarboles perennes constituido por 32 palmas, 16 a cada lado del terreno, paralelas a una cascada de agua ondulante, de 15 pies de ancho y 375 pies de largo. Hay tres puentes peatonales arqueados que cruzan la cascada, provistos de rejas ornamentales de metal forjado. Hay dos fuentes complementarias en esta área de la entrada al jardín, una en la entrada princpial y otra en la cabecera hacia el templo. Cada una de estas fuentes se encuentra en el centro de una cuenca circular de 38 pies de diámetro y delimitada por una exedra de piedra.

## Ubicación
El templo se ubica en un lugar prominente de las colinas de Oakland y se ha convertido en un punto de interés de la ciudad. Por los jardines del frente hay una serie de escaleras que llevan a la terraza del templo desde el cual se puede ver el área de la bahía, incluyendo el centro de Oakland, el puente de San Francisco-Oakland, la isla de Yerbabuena, el centro de San Francisco y, en un día despejado, el Puente Golden Gate. Los jardines están decorados con flores, palmeras, y un río artificial que recorre varias fuentes.
En el lugar hay un centro de visitantes público, que incluye numerosas exhibiciones y una reproducción inspiradora de la estatua Cristo de Thorvaldsen. También en el terreno se encuentra el Centro Interestaca East Bay, abierto a todos los que deseen asistir a los servicios dominicales. El centro de visitantes anexo al templo ofrece giras gratis a diario del terreno y terrazas del templo.

## Obra "And it Came to Pass"
El templo de Oakland es uno de tres templos SUD en el mundo que permitió la producción de una obra teatral en sus jardines, obra denominada And it Came to Pass, una inscripción común del Libro de Mormón en inglés que traducido es Y aconteció. La producción incluye actores, bailarines y cantantes de varias congregaciones de la región, así como un escenario, un coro y una orquesta. Inicialmente la obra consistía en tres funciones presentadas en noches consecutivas, la cual fue reducida a una presentación de hora y media. En noviembre de 2007, la producción fue suspendida oficialmente por las autoridades generales de la iglesia.

## Galería

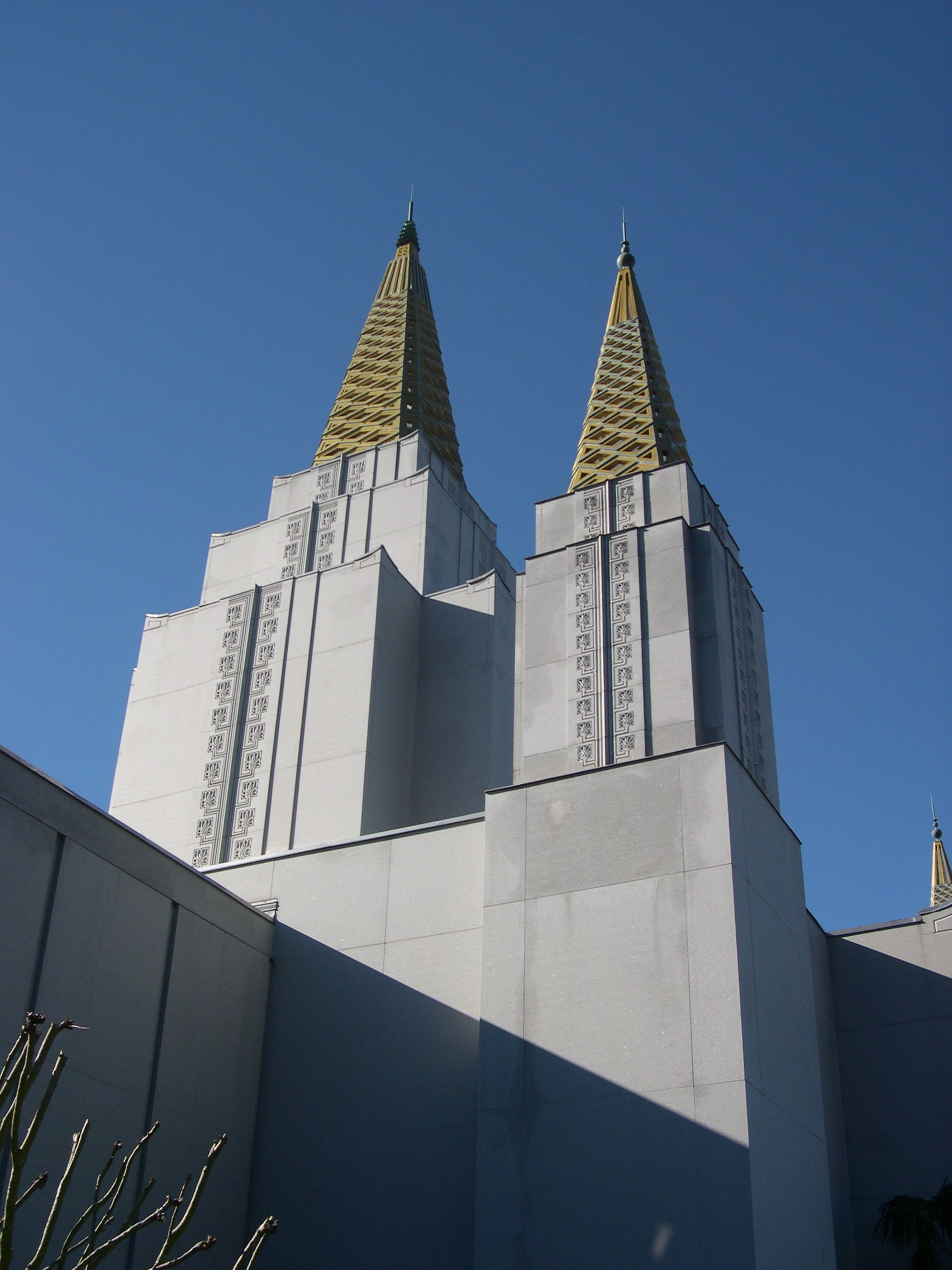
Torre principal
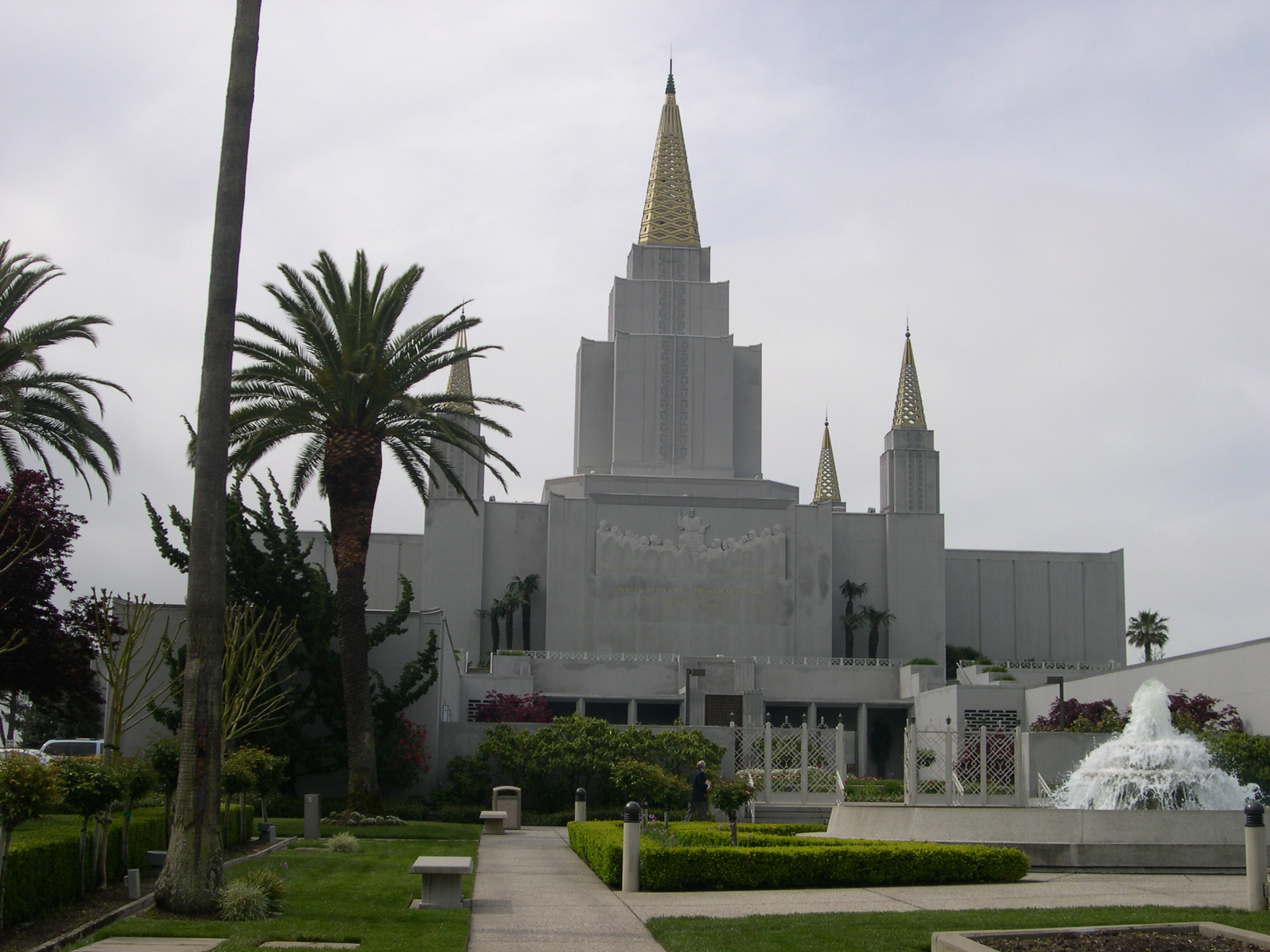
Detalle frontal
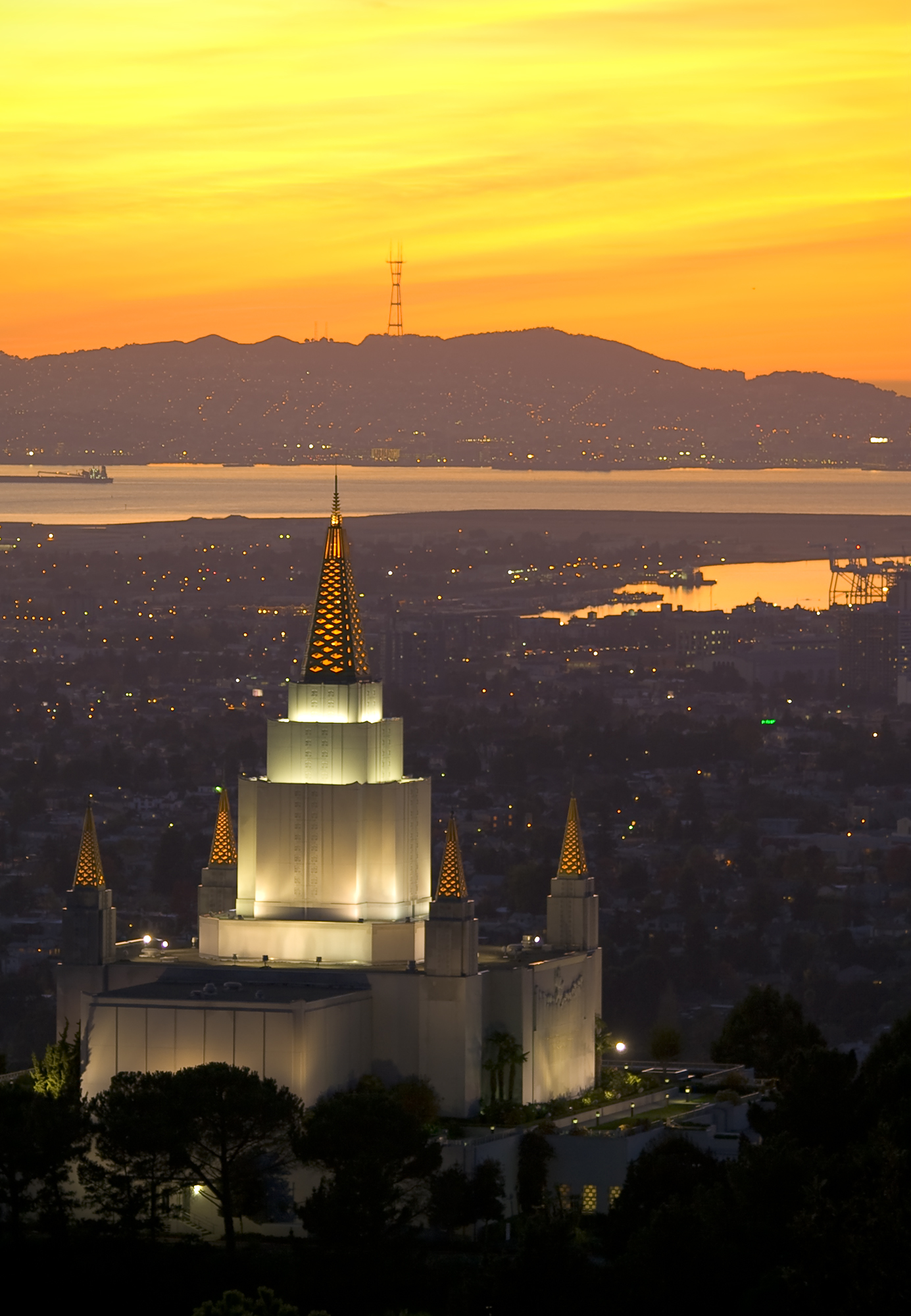
Atardecer